# 2134 Dennispalm
A 2134 Dennispalm (ideiglenes jelöléssel 1976 YB) a Naprendszer kisbolygóövében található aszteroida. Charles T. Kowal fedezte fel 1976. december 24-én.